# Michel Debatisse
Michel Debatisse (ur. 1 kwietnia 1929 w Palladuc, zm. 11 czerwca 1997) – francuski polityk i działacz organizacji rolniczych, eurodeputowany I, II i III kadencji.

## Życiorys
Po ukończeniu szkoły był związany zawodowo z rolnictwem, kierował izbą rolniczą departamentu Puy-de-Dôme. Od 1945 działał w Jeunesse agricole catholique, katolickim zrzeszeniu młodych rolników, w latach 1954–1957 pełniąc w nim funkcję sekretarza generalnego. Od 1958 do 1964 był sekretarzem generalnym CNJA, organizacji zrzeszającej młodych rolników. W 1967 założył instytut zajmujący się kształceniem kadr rolniczych. W latach 1971–1979 kierował Fédération nationale des syndicats d'exploitants agricoles, francuską konfederacją lokalnych i regionalnych związków rolniczych.
Działał również politycznie w ramach Unii na rzecz Demokracji Francuskiej i współtworzącym UDF Centrum Demokratów Społecznych. W latach 1979–1981 zajmował stanowisko sekretarza stanu w rządzie, którym kierował Raymond Barre. W latach 1986–1992 zasiadał w radzie regionalnej Owernii. W 1979, 1984–1989 i 1992–1994 sprawował mandat posła do Parlamentu Europejskiego. Pełnił m.in. funkcję wiceprzewodniczącego Komisji ds. Rolnictwa oraz wiceprzewodniczącego frakcji chadeckiej.
Odznaczony Legią Honorową V klasy.